# Železniční nehoda na nádraží Montparnasse

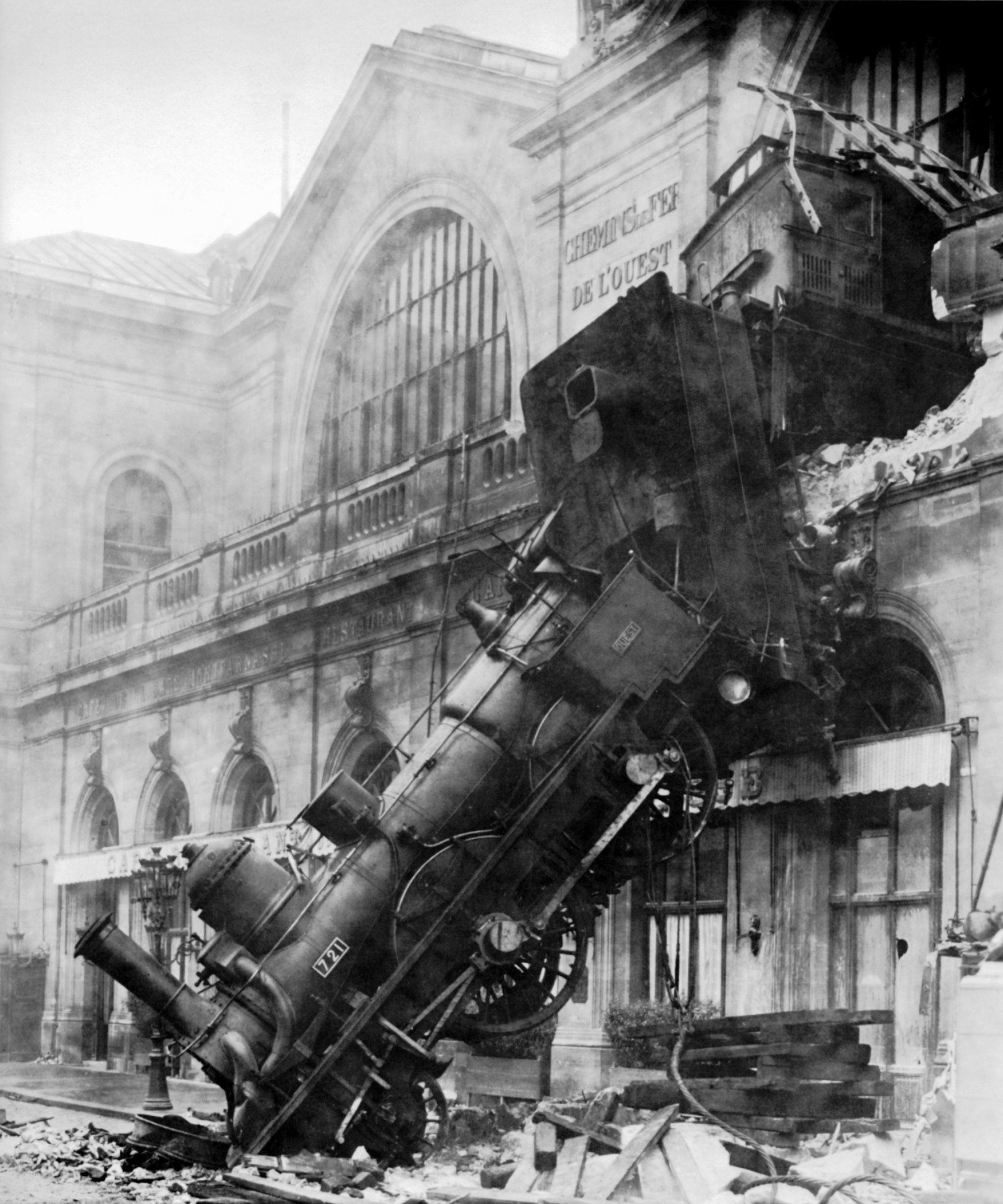
Studio Lévy & Fils: Havarovaný vlak na nádraží Montparnasse, 22. října 1895

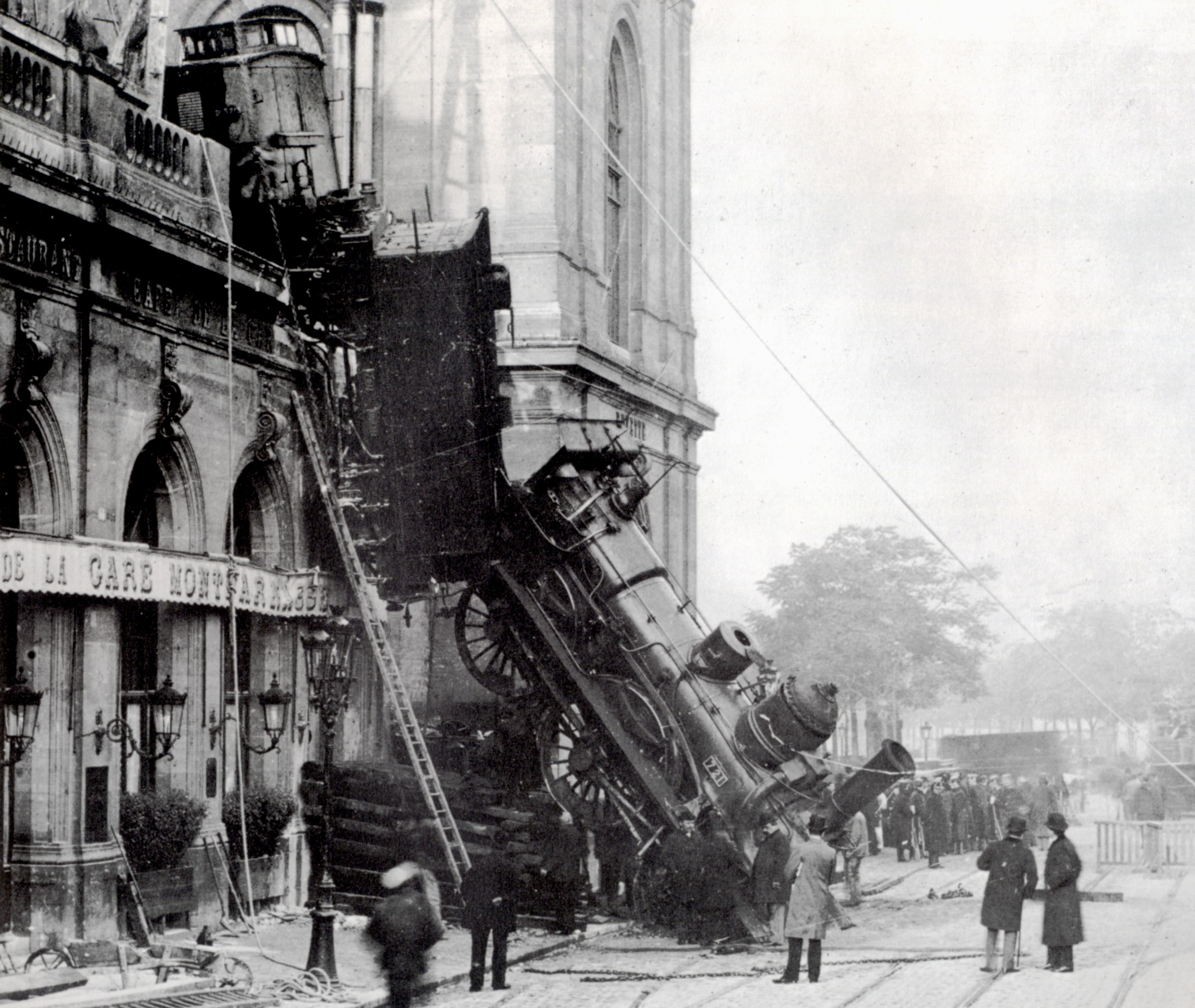
Neznámý autor: Pohled na vlak z jiné strany

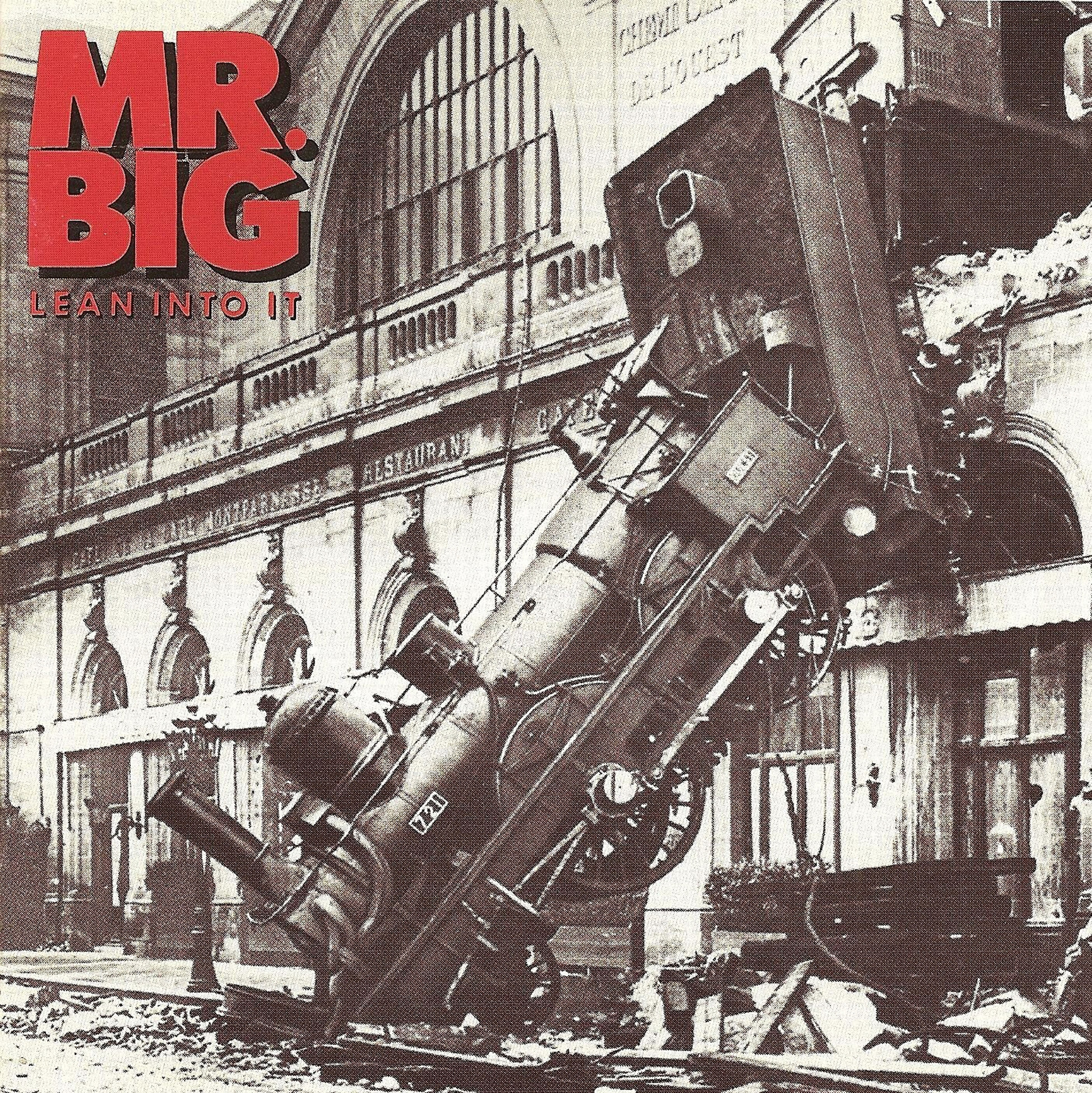
Obálka alba Lean Into It skupiny Mr. Big

Železniční nehoda na nádraží Montparnasse (francouzsky Accident ferroviaire de la gare Montparnasse) je vlakové neštěstí, ke kterému došlo v úterý 22. října 1895. Vlak železniční společnosti Chemins de fer de l'Ouest z Granville do Paříže nezastavil na pařížském nádraží Gare Montparnasse, ale projel zarážedlo, pokračoval přes nástupiště, až prorazil prosklenou stěnu haly železniční stanice a lokomotiva vypadla na ulici. Ve vlaku bylo 131 cestujících a pět členů posádky.

## Průběh nehody
Vlak vyjížděl v 8:45 z Granville a na nádraží Montparnasse měl dorazit v 15:55 hod. Z Argentanu, kde do čela vlaku nastoupila parní lokomotiva č. 721 s uspořádáním náprav 1´B, byl vlak řazen takto: dva zavazadlové vozy, poštovní vůz, vůz druhé třídy, salónní vůz č. 1506 obsazený rodinou Alberta Christophle, bývalého ministra veřejných prací a guvernéra Crédit foncier de France, vůz druhé třídy, dva vozy první třídy, vůz druhé třídy, vůz první třídy a nakonec vůz druhé třídy, celkem 11 vozů. Lokomotivní četu tvořili strojvedoucí Guillaume-Marie Pellerin, s devatenáctiletou profesionální praxí, a topič Victor Garnier. Ve stanici Versailles-Chantiers měl vlak sedm minut zpoždění, které se strojvedoucí snažil dohnat. Podle výpovědí strojvedoucího i topiče bezprostředně po nehodě fungovala samočinná tlaková brzda ještě ve stanici Gare d'Ouest-Ceinture a u přejezdu na křížení s Rue de la Procession, tj. několik stovek metrů před místem nehody, normálně. Na křížení s Rue du Château ale brzda již dle výpovědí nefungovala. Do nádražní haly vjel vlak rychlostí asi 40 km/h. Strojvedoucí dával průvodčímu Albertu Mariette návěst k brzdění, ten ale nezkusil strhnout záchrannou brzdu, ale brzdil vůz ruční brzdou. Vlak prorazil zarážedlo na konci koleje, přejel přes nástupiště, prorazil zeď s prosklením, přejel úzký balkón, prorazil zábradlí a lokomotiva s tendrem spadla čelem na tramvajovou zastávku o deset metrů níže na Place de Rennes. Lokomotiva zůstala šikmo opřená o zeď jako žebřík, spojená s tendrem, který visel za šroubovku služebního vozu, který již zůstal na úrovni nástupiště. Lokomotiva jen těsně minula právě projíždějící tramvaj. Jedenáct vagónů se 131 cestujícími zůstalo nahoře ve stanici. Pellerin společně s topičem seskočili z lokomotivy ještě dříve než projela zdí. Podle zastavených elektrických hodin na budově došlo k nehodě přesně v 16:00.

## Následky
Mezi cestujícími a posádkou vlaku bylo pět vážně zraněných osob. Dva cestující, topič a další dva zaměstnanci železnice. Venku na ulici zemřela prodavačka novin Marie-Augustine Aguilardová. Nepřišla do kontaktu s lokomotivou, ale zabil ji kus padajícího zdiva. Zaskakovala zrovna za svého manžela, který odešel pro večerní novinové vydání. Železniční společnost zaplatila Aguilardové pohřeb a jejím dvěma dětem důchod. Na ulici byla zraněna ještě jedna žena.
Experti se nemohli shodnout na příčině nehody. Brzda vozů ani brzdič na lokomotivě při přezkoušení nevykazovaly poruchu. Jako možnou příčinu uváděli i kluzké koleje. Konstatovali, že vlak jel příliš rychle. Předpisy společnosti nařizovaly, aby do stanic Montparnasse a Bastilla – koncových stanic, které měly kolejiště nad úrovní terénu, vjížděl vlak nízkou rychlostí a zakazovaly strojvedoucímu používat vzduchovou brzdu.
Strojvůdce vlaku Pellerin a průvodčí Mariette byli nakonec odsouzeni. Při zvážení všech polehčujících okolností a dosavadního dobrého výkonu služby musel Pellerin zaplatit pokutu 50 franků a odpykat si dva měsíce vězení za zabití a těžká zranění, Mariette zaplatil pokutu 25 franků.
Lokomotiva zůstala téměř neporušená. Zůstala z nádražní budovy viset čtyři dny než se technikům podařilo ji vyprostit. Tato akce způsobila obrovský příliv zvědavých lidí. Záběr lokomotivy měla možnost pořídit celá řada fotografů. Záběr, který stál na hranici reality a fikce. Odborníci se domnívají, že právě tento výjev dal ve fotografickém umění vzniknout úplně novému stylu – surrealismu.

## Odraz v kultuře
Neštěstí dokumentovala celá řada fotografů. Jedním z autorů byl Louis Mercier, jehož tisk je uložen v Muzeu Orsay. Existuje několik verzí této události fotografovaných ze stejného úhlu, ale v různém čase, lokomotiva byla na místě několik dní. Agentura Roger-Viollet má negativ připisovaný bratřím Neurdeinům a výtisk uchovávaný v muzeu Carnavalet je přičítán Albertu Brichautovi. Neštěstí zdokumentoval také ateliér Studio Lévy et fils.
Fotografii nehody použila hardrocková kapela Mr. Big na obálku alba Lean into It z roku 1991.
Nehoda byla zachycena ve snové scéně ve filmu Hugo a jeho velký objev (2011).
Událostí se inspiroval umělec David Černý při návrhu mostu mezi dvěma domy v pražské ulici Lihovarská.